# 羽倉簡堂

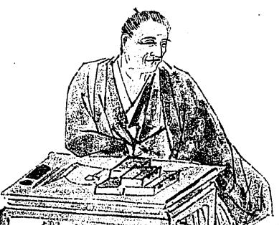
羽倉簡堂

羽倉 簡堂（はくら かんどう、寛政2年11月1日（1790年12月6日） - 文久2年7月3日（1862年7月29日））は、江戸時代後期の儒学者、代官。名は用九（もろちか）、字は子乾、号は簡堂・天則・可也・蓬翁・小四海堂などがあり、通称は外記。
父・秘救は旗本で幕府代官を勤めていた。

## 略歴

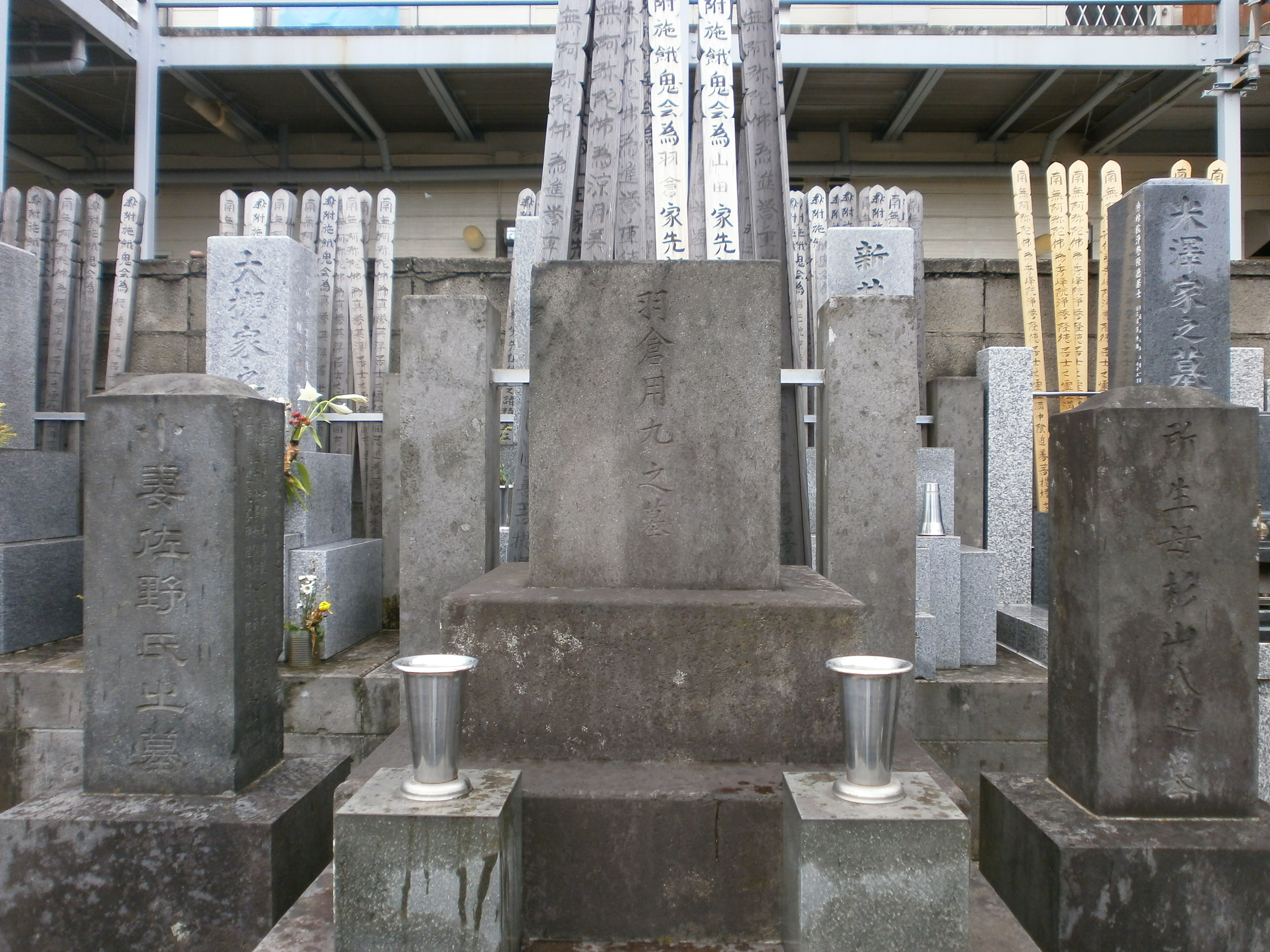
羽倉簡堂墓（正泉寺）

大坂で生まれる。若い時から古賀精里に学び、同門の斎藤拙堂・篠崎小竹らと交わる。父の赴任に伴い豊後に下り、広瀬淡窓の咸宜園に学ぶ。1808年（文化5年）に父の死に遭い、代官職を継ぎ、武毛（武蔵・上野・下野）・房総・駿河など各地を歴任する。1838年（天保9年）には伊豆七島を巡視し、その成果を『南汎録』にまとめた。翌年の蛮社の獄では、渡辺崋山との交際に関し目付・鳥居耀蔵の告発を受けたが江川英龍と共に追及をかわすことができたとする通説があるが、羽倉と崋山の接点は不明で鳥居は羽倉や江川を告発するつもりはなかったとする説もある。
1842年に（天保13年）天保の改革の原案作成をめぐり御納戸頭の窪田清音と論争を起こすが、水野忠邦は清音に替えて簡堂の案を採用する。翌年には生野銀山を視察し、大坂の米倉を検査して鴻池らの豪商に献金を求めるなど、幕府財政の立て直しに貢献し、勘定吟味役に昇格している。水野の失脚により職を追われ閉居し、赦された後は家督を弟の内記（紹）に譲り隠居、読書と著述に専念する日々を過ごす。
1851年（嘉永3年）、国定忠治が磔刑となると『赤城録』（一名『劇盗忠二小伝』）を著してその死を悼んだ。簡堂は関東代官だった天保8年当時、折からの大飢饉に苦しむ支配所村々を巡視の過程で上州太田宿に至り、そこで忠治が貧民救済に奔走していることを耳にし「之ヲ聞キ赧汗浹背シテ縫入ルベキ地無キヲ恨ムノミ」と代官たる己の無力さを嘆く一文を日記に書き留めている。『赤城録』を著したのもそうした思いの延長で、後世、忠治が講談や大衆演劇で「義侠の人」として描かれることになったのはこの『赤城録』によるところが大きい。
ペリー来航以降、対外関係が緊迫すると『海防私策』を著し、外敵への対策を論じる。幕府に召されても出仕せず、73歳で没する。三田の正泉寺（東京都目黒区）に葬られた。
私塾の門生として岡千仭・松本奎堂・原市之進(伍軒)・谷口藍田・鶴田斗南・太田蘭堂・稲津九兵衞（南洋）・信夫恕軒などがいる。もと下僚の川路聖謨を推挙したり、頼三樹三郎・重野成斎・斎藤竹堂などの後進を引き立てることに努め、その学殖と識見は有為の青年たちに尊敬されていた。
養嗣子の羽倉綱三郎は1868年（慶応4年）、輪王寺宮公現法親王を奉じて奥州に渡り、宮の帰順後は雲井龍雄らと行動を共にし、現在の群馬県利根郡片品村で戦死した。

## 著作
- 『紀元通略』
- 『駿河小志』または『駿府志略』
- 『駿城記』
- 『西征日録』
- 『三律摭要』
- 『資治通鑑評』
- 『西上録』
- 『北行日譜』
- 『養小録』
- 『羽倉随筆』
- 『蠡測編』
- 『蒙古世譜』
- 『土伯特世譜』
- 『西土歴代帝王図譜』
- 『赤城録』
- 『読史劄記』
- 羽倉信一郎・編『簡堂遺文』（1933年、吉川弘文館）
- 羽倉信一郎・編『羽倉翁漢文日記』